# Calappa rosea
Calappa rosea is een krabbensoort uit de familie van de Calappidae. De wetenschappelijke naam van de soort is voor het eerst geldig gepubliceerd in 1825 door Jarocki.